# Patkoló Rezső
Patkoló Rezső, Rudolf Patkoló (Budapest, 1922. október 13. – Stalowa Wola, 1992. szeptember 1.) magyar és lengyel válogatott labdarúgó, csatár, balszélső.

## Pályafutása

### Klubcsapatban
Az Újpesti TE csapatában kezdte a labdarúgást 11 évesen. 1939-ben igazolt az élvonalbeli Gamma együtteséhez, ahol 1944-ig játszott. A második világháború végén Németországba deportálták, ahol megismerkedett későbbi feleségével, aki lengyel volt. Hazatérése után az Újpesti TE játékosa lett, ahol az 1946–47-es idényben bajnokságot nyert csapatnak a tagja volt. Ezt követően Lengyelországban telepedett le. 1948 és 1950 között az ŁKS Łódź, 1951-ben a Polonia Bydgoszcz, 1951 és 1952 között a Wisła Kraków, 1953 és 1956 között a Stal Stalowa Wola, végül 1957 és 1960 között a Kujawiak Włocławek játékosa volt.
Visszavonulása után a Stalowa Wola ifjúsági csapatainál tevékenykedett, mint edző.

### A válogatottban
1947-ben két alkalommal szerepelt a magyar labdarúgó-válogatottban. 1949 és 1952 között háromszor játszott a lengyel válogatottban.

## Sikerei, díjai
- Magyar bajnokság
  - bajnok: 1946–47

## Statisztika

### Mérkőzései a magyar válogatottban
| Magyarország | Magyarország    | Magyarország                | Magyarország | Magyarország | Magyarország | Magyarország | Magyarország | Magyarország |
| #            | Dátum           | Helyszín                    | Hazai        | Eredmény     | Vendég       | Kiírás       | Gólok        | Esemény      |
| ------------ | --------------- | --------------------------- | ------------ | ------------ | ------------ | ------------ | ------------ | ------------ |
| 1.           | 1947. május 4.  | Budapest. Üllői úti stadion | Magyarország | 5 – 2        | Ausztria     | barátságos   | -            |              |
| 2.           | 1947. május 11. | Torino, Stadio Comunale     | Olaszország  | 3 – 2        | Magyarország | barátságos   | -            | 74'          |
|              | Összesen        |                             |              | 2            | mérkőzés     |              | 0            | gól          |

### Mérkőzései a lengyel válogatottban
| Lengyelország | Lengyelország     | Lengyelország                     | Lengyelország | Lengyelország | Lengyelország | Lengyelország | Lengyelország | Lengyelország |
| #             | Dátum             | Helyszín                          | Hazai         | Eredmény      | Vendég        | Kiírás        | Gólok         | Esemény       |
| ------------- | ----------------- | --------------------------------- | ------------- | ------------- | ------------- | ------------- | ------------- | ------------- |
| 1.            | 1949. október 2.  | Varsó, Lengyel Hadsereg Stadionja | Lengyelország | 3 – 2         | Bulgária      | barátságos    | -             |               |
| 2.            | 1949. október 30. | Vitkovice Városi Stadion          | Csehszlovákia | 2 – 0         | Lengyelország | barátságos    | -             |               |
| 3.            | 1952. május 25.   | Bukarest, Köztársasági stadion    | Románia       | 1 – 0         | Lengyelország | barátságos    | -             |               |
|               | Összesen          |                                   |               | 3             | mérkőzés      |               | 0             | gól           |